# Roma Downey
Roma Downey (ur. 6 maja 1960 w Londonderry) – północnoirlandzka aktorka i producentka telewizyjna, występowała w serialu CBS Dotyk anioła.

## Życiorys

### Wczesne lata
Urodziła się w Londonderry, w Irlandii Północnej jako jedno z pięciorga dzieci Maureen O’Reilly Downey i Patricka Downeya. Ma dwóch braci – księdza Johna i Lawrence’a oraz dwie siostry – Jacintę McLaughlin i Ann Flood. Jako dziecko uczyła się tańca irlandzkiego. W 1970 zmarła jej matka. Ukończyła angielską uczelnię Brighton College of Art. Studiowała psychologię na University of Santa Monic i tajniki sztuki aktorskiej w Drama School w Londynie.

### Kariera
Występowała na nowojorskiej scenie, zanim zadebiutowała na szklanym ekranie w roli Lady Johanna Leighton w operze mydlanej ABC Tylko jedno życie (One Life to Live, 1988). Zagrała potem postać Jacqueline Bouvier Kennedy Onassis w uhonorowanym nagrodą Emmy miniserialu biograficznym NBC Kobieta o imieniu Jackie (A Woman Named Jackie, 1991) oraz pojawiła się jako Hippolyta w telefilmie fantasy Herkules i Amazonki (Hercules and the Amazon Women, 1994) u boku Kevina Sorbo. Na dużym ekranie wystąpiła po raz pierwszy w niezależnym dramacie sensacyjnym Ostatnie słowo (The Last Word, 1995) z Timothy Huttonem, Chazzem Palminteri, Richardem Dreyfussem i Cybill Shepherd.
Stworzyła imponującą kreację anioła o imieniu Monika w serialu CBS Dotyk anioła (Touched by an Angel, 1994−2003), za którą zdobyła dwukrotnie nominację do nagrody Emmy i dwukrotnie do nagrody Złotego Globu oraz otrzymała nagrodę TV Guide. Za rolę samotnej matki wychowującej syna Jerry’ego i córkę Zoey w dramacie fantasy Teda Kotcheffa Porzucone serca (Borrowed Hearts, 1997) była nominowana wraz z obsadą do kanadyjskiej nagrody Gemini. Powróciła na kinowy ekran w komedii familijnej Kudłaty przyjaciel (Funky Monkey, 2004) z udziałem Matthew Modine.

## Życie prywatne
W latach 1987–1989 była w związku małżeńskim z Lelandem Orserem (1987–1989). 24 listopada 1995 wyszła za mąż za producenta telewizyjnego Davida Anspaugh, z którym ma córkę Reilly Marie (ur. 1996). Jednak 15 marca 1998 doszło do rozwodu. W 2003 spotykała się z aktorem Michaelem Nouri.  W dniu 28 kwietnia 2007 poślubiła producenta telewizyjnego Marka Burnetta.

## Filmografia
- 1988: Tylko jedno życie (One Life to Live) jako Lady Johanna Leighton
- 1991: Kobieta o imieniu Jackie (A Woman Named Jackie) jako Jacqueline Kennedy Onasis
- 1994: Herkules i Amazonki (Hercules and the Amazon Women) jako Hippolita
- 1994: Diagnoza morderstwo jako Heather Winslow
- 1994−2003: Dotyk anioła (Touched by an Angel) jako Monica
- 1996–1998: Podróż do Ziemi Obiecanej (Promised Land) jako Monica
- 2004: Babski oddział (The Division) jako Reagan Gilancy
- 2013: Biblia jako Maria z Nazaretu
- 2014: Syn Boży (Son of God) jako Maria
- 2015: Anno Domini – Biblii ciąg dalszy (A.D.: The Bible Continues) – producentka
- 2016: Ben-Hur – producentka